# Alter The Ending
Alter The Ending es el sexto álbum de estudio registrado por Dashboard Confessional, un conjunto de rock alternativo estadounidense, grabado por Interscope Records el 10 de noviembre de 2009. El álbum fue grabado tanto en una versión de estándar un disco, como en una de dos discos, la edición de lujo, que contiene un segundo disco con las versiones acústicas de las 12 canciones del álbum. La primera canción del álbum es "Belle of the Boulevard". El día 25 de noviembre del 2009 se estrenó el video de la canción mencionada.
Alter The Ending ha recibido críticas generalmente favorables, el álbum mostró una gran madurez y hay otros que aluden a la superproducción y sus limitaciones.

## Lista de canciones
1. "Get Me Right"   3:15
2. "Until Morning"   3:44
3. "Everybody Learns from Disaster"   3:33
4. "Belle of the Boulevard"   4:02
5. "I Know About You"   3:07
6. "Alter the Ending"   3:24
7. "Blame It on the Changes"   4:11
8. "Even Now"   2:43
9. "The Motions"   4:02
10. "No News Is Bad News"   3:54
11. "Water and Bridges"   3:36
12. "Hell on the Throat"   3:10

### Edición Deluxe
1. "Get Me Right [Acústica]"   3:15
2. "Until Morning [Acústica]"   3:33
3. "Everybody Learns from Disaster [Acústica]"   3:24
4. "Belle of the Boulevard [Acústica]"   4:13
5. "I Know About You [Acústica]"   3:06
6. "Alter the Ending [Acústica]"   3:10
7. "Blame It on the Changes [Acústica]"   4:05
8. "Even Now [Acústica]"   2:41
9. "The Motions [Acústica]"   3:59
10. "No News Is Bad News [Acústica]"   3:58
11. "Water and Bridges [Acústica]"   3:36
12. "Hell on the Throat [Acústica]"   2:54[2]